# Pembroke Pines
Pembroke Pines – miasto w Stanach Zjednoczonych, w stanie Floryda, w południowej części hrabstwa Broward, północne przedmieście Miami. Według spisu z 2020 roku liczy 171,2 tys. mieszkańców i jest jedenastym co do wielkości miastem Florydy.
W tym mieście urodziła się amerykańska aktorka, piosenkarka i modelka Bella Thorne.